# Кремона, Джон
Джон Джозеф Кремона (англ. John Joseph Cremona; 6 января 1918, Шаара — 24 декабря 2020) — мальтийский политический и государственный деятель, исполняющий обязанности Президента Мальты (25 декабря — 27 декабря 1976), юрист, первый генеральный прокурор Мальты (1957—1965), председатель Верховного суда Мальты (1965—1971), педагог, доктор наук, прозаик, поэт, историк. Член Королевского исторического общества.

## Биография
Образование получил в Мальтийском университете, Лондонской школе экономики и Университете Сапиенца в Риме и Триеста, получил докторские степени по праву и философии в Триесте, Лондоне и Риме. С 1943 года занимался адвокатской практикой. С 1948 по 1959 год читал лекции по юриспруденции в университете Мальты.
С 1957 по 1965 год был первым генеральным прокурором Мальты, включая период после обретения независимости в 1964 году. С 1965 по 1971 год работал председателем Верховного суда Республики Мальта. В 1963—1964 годах занимался созданием конституции страны вместе с первым премьер-министром Мальты Дж. Боргом Оливером. 
В декабре 1976 года был исполняющим обязанности президента страны.
Позже был назначен первым судьёй Мальты в Европейском суде по правам человека, где с 1986 по 1992 год работал в должности заместителя председателя . В Организации Объединённых Наций занимал пост председателя Комитета по борьбе с расизмом.
Писатель и поэт, автор книг по конституционной истории Мальты и несколько томов стихов, первый из которых вышел в 1973 году и состоял из публикаций в литературных журналах Великобритании. Президент Альянс Франсез на Мальте.
Умер в возрасте 102 лет в канун Рождества 2020 года.

## Избранная поэзия
Писал стихи на английском, итальянском и мальтийском языках.
- Eliotropi (1937, Italian)
- Songbook of the South (1940, English)
- Malta Malta (1992, English)
- Mas-Sebħ Għasafar (2004, Maltese)
- Ekwinozju (2006, Maltese)

## Избранные труды по юриспруденции
- The Maltese Constitution and Constitutional History since 1813 (1994, 1997)
- Malta and Britain: the early constitutions (1996)